# Valle de Wessenden
El valle de Wessenden es un valle de páramos en el Pico Oscuro, inmediatamente al sur de Marsden en West Yorkshire, Inglaterra.  El nombre Wessenden deriva del inglés antiguo y significa el "valle con roca adecuada para piedras de afilar".  El valle se formó por el retroceso de los glaciares al final de la última edad de hielo y continúa siendo cortado por el arroyo Wessenden, un afluente del río Colne con una cuenca de 6.28 millas cuadradas (16.27 km2).  El valle está en Marsden Moor Estate y ocupado por cuatro embalses, a saber, Wessenden Head, Wessenden, Blakeley y Butterley, el más grande. Los senderos de larga distancia Kirklees Way y Pennine Way siguen el valle.  La parte superior del valle cerca de Wessenden Head es administrada por el National Trust como parte de los 5000 acres (2000 ha) Marsden Moor Estate.  El aliviadero del embalse de Butterley, el único de su tipo en Inglaterra, era una estructura catalogada de grado II hasta que Yorkshire Water lo renovó con hormigón después de ganar un caso en apelación. 